# Электрозаводская (станция метро, Большая кольцевая линия)
«Электрозаво́дская» — станция Московского метрополитена на Большой кольцевой линии. Связана пересадкой с одноимённой станцией на Арбатско-Покровской линии. Расположена в Басманном районе (ЦАО) и районе Соколиная Гора (ВАО). Станция открыта 31 декабря 2020 года. С момента открытия и до 16 февраля 2023 года функционировала в составе Некрасовской линии — была её конечной станцией, с 20 февраля 2023 года в составе Большой кольцевой линии.

## Название
Своё название станция получила по соседней станции Арбатско-Покровской линии. 29 июля 2015 года будущая станция была переименована постановлением Правительства Москвы в «Рубцовскую» — по находящейся рядом набережной, а 5 ноября 2019 года ей было возвращено старое название.

## Проектирование
8 ноября 2012 в районе Соколиной горы на публичных слушаниях представлен проект планировки участка линейного объекта метрополитена проектируемой линии «Третий пересадочный контур» от проектируемой станции «Савёловская» до станции «Авиамоторная» (размещение станций метро «Авиамоторная» и «Рубцовская»), подготовленный ГАУ «НИиПИ Генплана Москвы» в соответствии с распоряжением Правительства Москвы от 28 июня 2011 года № 486-РП «О реализации первоочередных мер по развитию метрополитена и разработке проектов планировки объектов транспортной инфраструктуры» по заказу Москомархитектуры. Генеральный проектировщик станции — «Мосинжпроект».

## Оформление и архитектура
Станция — колонная, трёхпролётная, мелкого заложения. Проект станции «Электрозаводская» — типовой, как и у других станций первой и второй очереди Большой кольцевой линии. Отличается он лишь в некоторых деталях и в цветовом оформлении. 2 июля 2018 года был утверждён новый дизайн-проект станции, согласно которому станция выполнена в стиле хай-тек.
Пассажирская зона станции — двухуровневая с четырьмя лестницами, которые ведут с платформы на верхний уровень над правым перегонным тоннелем, где проходит пешеходная галерея, которую украшают большие панорамные проёмы диаметром около трёх метров.
На одной из путевых стен станции, напротив пешеходной галереи, размещено масштабное историческое панно «Битва героев», на котором запечатлён собирательный образ защитника Древней Руси. Панно выполнено на стекле в технике многоцветной печати. Длина декоративной композиции — 163 метра, высота — семь метров.
| - Центральный зал, уровень платформы - Центральный зал, уровень пешеходной галереи над правым путём - Вид с пешеходной галереи на платформу - Название станции на путевой стене |

## Строительство
Строительством управляет инжиниринговый холдинг «Мосинжпроект» — оператор программы развития московского метро.
Геологоразведочные работы были начаты в 2013 году.
- 26 января 2016 года началось строительство северо-восточного участка Большой кольцевой от «Электрозаводской» до «Авиамоторной»[12].
- 20 октября 2016 года началась проходка тоннеля между «Электрозаводской» и «Лефортово»[13].
- 17 августа 2017 года завершена проходка правого перегонного тоннеля между «Электрозаводской» и «Лефортово»[14].
- В 2019 году была завершена проходка перегонных тоннелей между «Электрозаводской» и «Сокольниками».
- 1 сентября 2020 года: появилась дорожная карта строительства станции. Изначально открытие станции планировалось на 2 декабря, но было перенесено на конец декабря 2020 года[15].
- 12 декабря 2020 года — по участку «Лефортово» — «Электрозаводская» прошёл вагон-габарит[16].
- 12—14 декабря 2020 года — закрытие участка от станции «Нижегородская» до «Лефортово» для обкатки вводимого участка в режиме метро[17].
- 31 декабря 2020 года — открытие станции мэром Собяниным.
- С 17 по 19 февраля 2023 года закрыта для передачи в состав БКЛ.
- 20 февраля 2023 года — конечная участка БКЛ.
- 30 декабря 2024 года — открытие перехода на станцию «Электрозаводская» Арбатско-Покровской линии[18].

## Расположение и вестибюли
Станция расположена на востоке Москвы, на левом берегу Яузы, вдоль Семёновской набережной, к северу от исторического района Введенских гор и к югу от путей Казанского и Рязанского направлений Московской железной дороги.
На станции один наземный вестибюль, имеющий выход на Гольяновский проезд, через него же осуществлялась временная наземная пересадка на станцию Арбатско-Покровской линии. Вход в вестибюль выполнен в виде «стеклянного портала», сделан полукругом, а из-за планировочных ограничений сзади он «отрезан» по прямой. В самом вестибюле синий потолок, символизирующий небесный купол, подчёркнут стенами из матового стекла, за которым встроены лампы, создающие ощущение дневного света.
На базе станции будет организован транспортно-пересадочный узел «Электрозаводская» (проектное название: «Рубцовская»); на момент открытия станции строительство ТПУ продолжается. Помимо станции Большой кольцевой линии в него войдёт станция «Электрозаводская» Арбатско-Покровской линии, платформа Электрозаводская Казанского и Рязанского направлений Московской железной дороги (в будущем также в составе линии МЦД-3), остановки наземного городского транспорта и две парковки на 448 мест. Также в ходе реализации проекта ТПУ была благоустроена Семёновская набережная, а через Яузу построен 85-метровый пешеходный мост, остеклённый полупрозрачным поликарбонатом. Он связывает между собой кварталы Басманного района, Семёновскую набережную — с Рубцовской, а ТПУ — с жилой застройкой на другом берегу реки. Кроме того, в составе ТПУ будет построен жилой комплекс площадью более 42 тыс. м² с собственным торговым павильоном и подземным паркингом на 260 машин. Рядом с транспортно-пересадочным узлом будет разбит сквер площадью 1,6 га. Закончить строительство ТПУ изначально планировалось в 2020 году.

### Переход на Арбатско-Покровскую линию
Подземный переход на одноимённую станцию Арбатско-Покровской линии был открыт 30 декабря 2024 года; в период его строительства пассажиры осуществляли пересадку через наземный пешеходный переход с одним светофором. Расстояние между вестибюлями около 200 метров, в то же время по маршруту наземной пересадки производится переход на платформу Электрозаводская к пригородным поездам Казанского и Рязанского направлений.
- 31 мая 2023 года завершена проходка пересадки[25]. Производится гидроизоляция чугунной обделки, после чего приступят к монолитным работам.
- 24 ноября 2023 года: завершена гидроизоляция чугунной обделки, приступили к монолитным работам. Ведётся обратная засыпка рудного двора. Демонтирована кирпичная стена в торце станции[26][27].
- 7 марта 2024 года: полностью завершено устройство монолитных конструкций; параллельно продолжается архитектурная отделка как пассажирской зоны, так и служебных помещений: полы и стены облицовывают гранитом[28][29].
- 11 июля 2024 года: объявлено об открытии, готовящемся в четвёртом квартале 2024 года[30][31].

## Путевое развитие
За станцией (в сторону станции «Лефортово») расположен однопутный оборотный тупик, в котором на начальном этапе (во время включения станции в Некрасовскую линию) осуществлялся оборот поездов с троекратной сменой кабины управления, т. н. «коленками назад» (такой же оборот происходил на временно-конечной станции «Орехово» Замоскворецкой линии).

## Наземный общественный транспорт
Непосредственно возле вестибюля станции остановок наземного транспорта нет. Ближайшая остановка находится на Большой Семёновской улице с другой стороны Казанско-Рязанского направления МЖД и рядом с вестибюлем станции Арбатско-Покровской линии.
На этой станции можно пересесть на следующие маршруты городского пассажирского транспорта:
- Автобусы: м3, м3к, 552, 604, 680, 695, т22, т32, т88, н3